# Graukappen-Ameisenpitta
Der Graukappen-Ameisenpitta (Grallaricula nana) ist eine kleine Vogelart aus der Familie der Ameisenpittas (Grallariidae). Die Art ist ein Bewohner hochgelegener Bambus-Wälder im Norden und Nordwesten Südamerikas. Auf Grund seines eher schüchternen Wesens und des unzugänglichen Lebensraums sind viele Aspekte seines Verhaltens bislang nur unvollständig erforscht. Die Art gilt derzeit in ihrem Fortbestehen als nicht gefährdet.

## Merkmale

### Körperbau und Aussehen
Der Graukappen-Ameisenpitta ist ein kleiner Vogel mit einer insgesamt rundlich wirkenden Körperform, kurzen, abgerundeten Flügeln und einem sehr kurzen Schwanz. Die Beine sind hingegen im Verhältnis zum Körper sehr lang und dünn und setzen recht weit hinten am Körper an. Der Schnabel ist kurz, gerade und stumpf. Ausgewachsene Exemplare erreichen eine Größe von circa 10 bis 12 cm und ein Gewicht zwischen 18 und 23 g. Ein äußerlich erkennbarer Sexualdimorphismus liegt bei der Art nicht vor. Das Gefieder ist am Rücken und an der Oberseite der Flügel in einem dunklen Olivbraun gefärbt. Hand- und Armschwingen sind zumeist eher gelbbraun. Scheitel und Haube zeigen einen namensgebenden, schiefergrauen Farbton, der sich allerdings je nach Lichtverhältnissen nur unwesentlich von der Färbung des Rückenbereichs abhebt. Die Zügel sowie ein breiter Augenring sind orange- bis rotbraun gefärbt. An der Vorderseite sind der untere Teil der Kehle und ein Bereich in der Mitte des Bauches weiß gefärbt, das übrige Gefieder zeigt hingegen individuell variablere Farbtöne. Das Spektrum reicht von orangebraun über rotbraun bis hin zu gelblich-cremefarbenen Tönen. Dabei können größere Unterschiede auch zwischen geographisch eng beieinander lebenden Populationen auftreten. An der Brust besitzen die Federn einiger Exemplare darüber hinaus schmale, schwärzliche Säume, die dem Bereich ein leicht schuppiges Aussehen verleihen können. Beine und Füße sind grau bis blaugrau. Der Schnabel ist überwiegend schwarz, an der Basis jedoch weiß oder schwach rosa gefärbt. Die Iris des Auges ist braun.

### Jungvögel
Junge Graukappen-Ameisenpittas tragen nach dem Flüggewerden noch eine Zeit lang einen Großteil ihrer rot-braunen Nestlingsdaunen, die erst nach und nach durch das Gefieder der Adulten ersetzt werden. Zumindest in den ersten Tagen nach Verlassen des Nistplatzes sind sie optisch von noch an das Nest gebundenen Jungvögeln kaum zu unterscheiden. Das Erwachsenengefieder beginnt zuerst an der Kehle und dem oberen Rücken zu erscheinen, gefolgt vom Bauchbereich. An Brust und Rumpf sowie an der Haube bleiben die Daunen am längsten sichtbar. Einmal sichtbar unterscheiden sich die „echten“ Federn des Jugendkleids in ihrer Färbung kaum von der älterer Exemplare. Die größten Unterschiede zeigen sich an den Arm- und Handdecken, die zunächst noch haselnussbraune bis lederfarbene Spitzen besitzen. Die unbefiederten Körperteile entsprechen ebenfalls früh denen der Adulten, lediglich Beine und Füße sind bei Jungvögeln etwas gelblicher gefärbt.

## Habitat und Verhalten
Graukappen-Ameisenpittas sind schüchterne, wenig auffällige Vögel, die nur schwer zu beobachten sind. Dementsprechend lückenhaft sind die Beschreibungen über ihr Verhalten. Die Art bewohnt feuchte Bergwälder an den Hängen der Anden, wo sie offenbar dicht mit Bambus bewachsene Lücken in der höheren Vegetation als bevorzugtes Habitat nutzt. Eine besondere Assoziation scheint hierbei mit Bambus-Arten der Gattung Chusquea zu bestehen. Sie werden in der Regel allein oder in Paaren gesichtet und scheinen keine Schwärme mit Vertretern der eigenen oder anderen Arten zu bilden. Ihre Lebensweise ist semi-terrestrisch, weit entfernt vom Erdboden werden die Vögel nur selten gesichtet. Trotz ihrer kurzen Flügel sind Graukappen-Ameisenpittas durchaus in der Lage zu fliegen, bewegen sich aber dennoch eher rennend und hüpfend fort. Obwohl nur wenige Beobachtungen ihres Sozialverhaltens vorliegen, deuten diese darauf hin, dass Graukappen-Ameisenpittas territoriale Vögel sind, die das eigene Revier aggressiv gegen eindringende Artgenossen verteidigen. Ein Bericht beschreibt zwei Exemplare, die mit ineinander verhakten Krallen und heftig flatternden Flügeln miteinander ringend einen Abhang hinunter taumelten. Die Art ist ein Standvogel und beteiligt sich nicht an den jährlichen Vogelzügen.

### Ernährung und Jagdverhalten

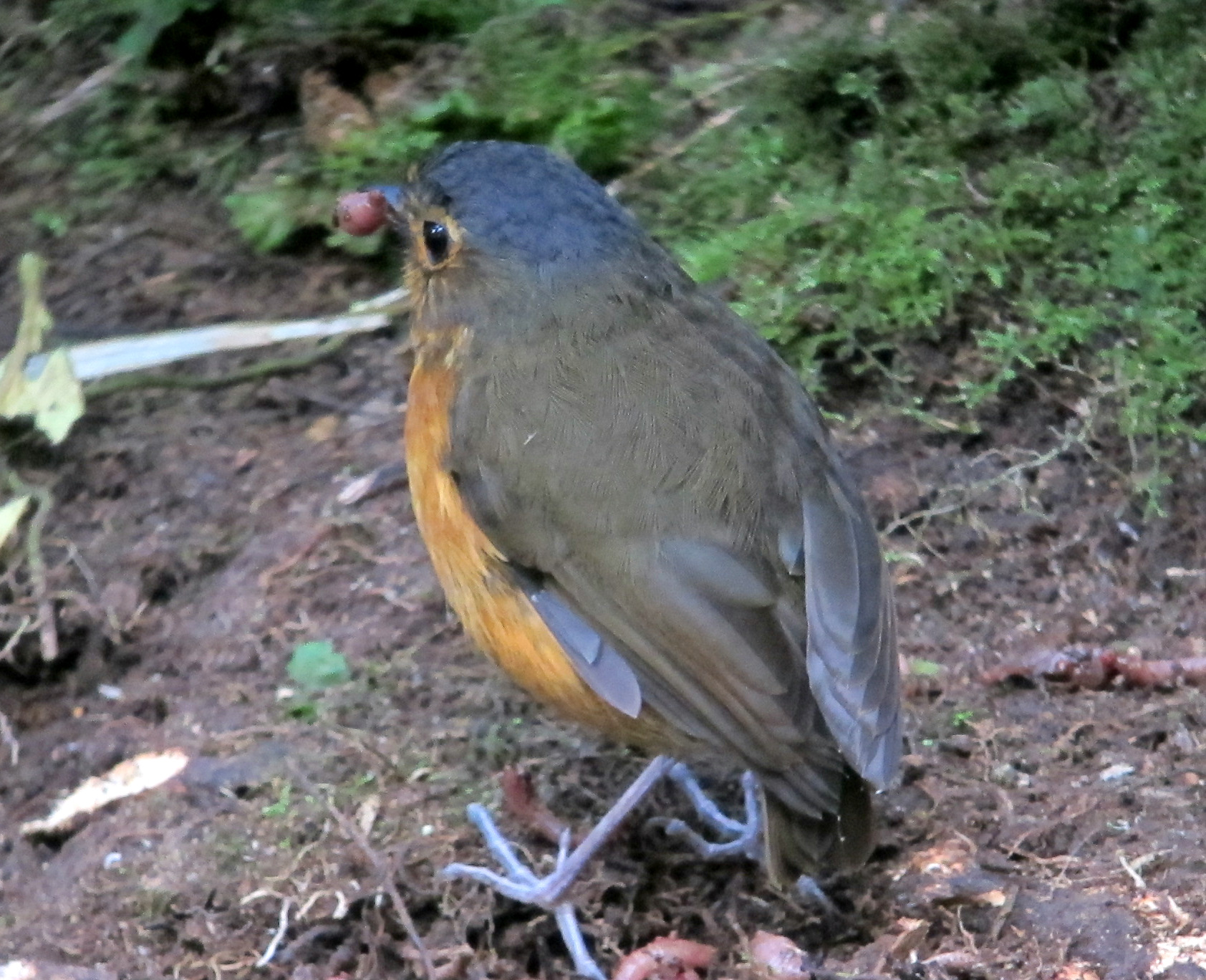
Graukappen-Ameisenpitta mit erbeutetem Wurm

Die Ernährung der Art ist nur anhand weniger Beispiele bekannt, die jedoch dafür sprechen, dass es sich um reine Insektenfresser handelt. Untersuchte Mageninhalte und Fäkalproben enthielten vor allem Deckflügel und weitere Überreste von Käfern, außerdem Motten, Weberknechte sowie Teile anderer, nicht näher zu identifizierender Gliederfüßer. An Nestlinge werden unter anderem die Larven von Schmetterlingen sowie Regenwürmer, aber auch erwachsene Käfer und Wespen verfüttert. Bei der Nahrungssuche hüpfen die Vögel durch die dicht stehenden Bambuspflanzen und schlagen an Blättern oder Stämmen hängende Beute mit kurzen, nach vorn gerichteten Sprüngen. Zumindest gelegentlich wird auch der Erdboden nach Fressbarem abgesucht, wobei sie nach einer Reihe kurzer Hüpfer abrupt stoppen und nach Gliederfüßern am Boden picken. Die Jagd auf fliegende Beute beginnt hingegen oft von einem Ansitz, an dem auf vorbeikommende Insekten gelauert wird. Diese werden dann mit kurzen, schnellen Flügen aus der Luft gegriffen. Darüber hinaus gehören Graukappen-Ameisenpittas zu den Vogelarten, die bei entsprechender Gelegenheit Schwärmen von Treiberameisen auf deren Raubzügen folgen, um von diesen gestörte und aufgescheuchte Insekten zu erbeuten. Möglicherweise assoziieren sie sich in gleicher Absicht auch mit großen Säugetieren, wie Berichte von Forschern nahelegen, denen die Vögel über längere Zeit durch den Wald gefolgt sind.

### Fortpflanzung
Das Fortpflanzungsverhalten des Graukappen-Ameisenpittas konnte bislang selten beobachtet werden. Mit Stand 2018 sind bislang lediglich sieben Nester der Art bekannt, die alle der Unterart G. n. occidentalis zugerechnet werden. Andere Aspekte wie der genaue Zeitraum der Brutzeit, die Dauer der Nestlingsphase oder das Balzverhalten sind noch immer gänzlich unbeschrieben. Die Entdeckung eines ersten Nests gelang Forschern im September 2003 im Süden Ecuadors, ein zweites Nest wurde zwei Monate später ganz in der Nähe gefunden. Als Nistplatz dienen Dickichte aus Chusquea-Bambus, wo die Nester in einer Höhe von mehr als zwei Metern auf bemerkenswert instabilem, fragilem Untergrund wie etwa dünnen Zweigen oder Knoten aus herabhängenden Ranken errichtet werden. Hierauf konstruieren die Vögel zunächst eine flache Plattform aus kurzen Stöcken und Blattstielen von etwa 12 cm Breite, auf der schließlich das eigentliche Nest gebaut wird. Dieses ist eine tassenförmige Konstruktion aus dunklen Pflanzenfasern, Blättern und den Mycelsträngen von Pilzen, deren Ränder etwa 4 cm hoch werden. In diese legt das Weibchen ein einzelnes, blassbraunes bis beiges Ei mit unregelmäßigen, dunkelbraunen und zimtfarbenen Flecken und Tupfern. Bislang wurden nur zwei Eier der Art vermessen, deren Größe mit 22,6 × 18,9 mm beziehungsweise 23,7 × 16,6 mm angegeben wird. Während der Bebrütung, die beide Altvögel gleichermaßen übernehmen, wird das Nest immer wieder ausgebessert und repariert. Brütende Graukappen-Ameisenpittas wurden dabei beobachtet, wie sie im Nest stehend ihre Schnäbel unter dem Ei in das Nistmaterial stoßen und das Nest anschließend durch schnelle Bewegungen in Schwingung versetzen. Forscher gehen davon aus, dass es sich bei diesem Verhalten um eine Methode handelt, kleine Parasiten aus dem Nest zu entfernen. Die genaue Dauer der Inkubationszeit ist unbekannt, dürfte jedoch wie bei verwandten Arten in etwa 20 Tage betragen. Unmittelbar nach dem Schlüpfen sind die Jungvögel zunächst noch nackt, ihre Haut ist in einem dunklen gräulichen oder schwärzlichen Rosa gefärbt. Innerhalb weniger Tage entwickeln sie jedoch am ganzen Körper ein dichtes Kleid aus weichen, wie Wolle wirkenden Daunen in rötlichen Brauntönen. Die obere Mandibel des Schnabels ist schwarz, die untere orange gefärbt. Das Innere des Mundes zeigt ein blasses Gelb, das zu den Rändern in Weiß übergeht. Während der Nestlingsphase sind beide Eltern dauerhaft mit dem Heranschaffen von Nahrung und der Fütterung des Jungvogels beschäftigt. Von den Nachkommen produzierte Fäkalsäcke werden entweder von den Altvögeln aus der Umgebung des Nistplatzes weggetragen, oder durch diese verschluckt. Letzteres wird offenbar vor allem bei noch sehr jungen Nestlingen praktiziert, während die Eltern später mehr Zeit haben, die Ausscheidungen abzutransportieren. Die Jungvögel wachsen recht zügig heran. Ein vier Tage vor dem Flüggewerden gewogener Jungvogel besaß ein Gewicht von 19,6 g und füllte das Nest bereits vollständig mit seinem Körper aus.

### Lautäußerungen
Der Gesang der Art wird als eine schrille, hochfrequente Abfolge von Pfeiftönen beschrieben, die in etwa wie we’e’e’ti’ti’ti’ti’ti’ti’ti’ti’ti’ti’te’te’te’e’e’e klingen soll. Die Quelle der Töne ist oft nur schwer auszumachen, weshalb die Vögel viel häufiger gehört, als gesehen werden. Darüber hinaus existiert ein kürzerer Ruf, der sich in etwa wie ein hartes tchew oder tew anhören soll. Leichte Abweichungen bei Frequenz und Geschwindigkeit des Gesangs werden teilweise zur Abgrenzung einzelner Unterarten herangezogen.

## Verbreitung und Gefährdung

Verbreitungsgebiet des Graukappen-Ameisenpittas

Der Graukappen-Ameisenpitta ist einer der am weitesten verbreiteten Vertreter der Gattung Grallaricula. Er bewohnt hochgelegene Gebiete von etwa 700 m bis knapp unterhalb der Baumgrenze auf bis zu 3500 m Höhe. Das Verbreitungsgebiet erstreckt sich in einem weiten Bogen entlang der Bergkette der Anden im Nordwesten und Norden Südamerikas, ist dabei jedoch nicht zusammenhängend. Stattdessen handelt es sich um eine Reihe isolierter Gebiete, die immer wieder durch Abschnitte ungeeigneten, oft zu tief liegenden Habitats voneinander getrennt sind. Die südliche Grenze der Verbreitung bildet der Río Marañón im Nordwesten Perus, außerdem werden Ecuador, Kolumbien und Venezuela besiedelt, bis im Norden schließlich die Cordillera de la Costa an der Karibikküste Venezuelas erreicht wird. Hinzu kommt ein abgelegenes, vom Rest des Verbreitungsgebiets deutlich isoliertes Areal in der Tepui-Region im Südosten Venezuelas und den angrenzenden Regionen Guyanas. In ganz Peru und dem größten Teil Ecuadors fehlt die Art allerdings an den westlichen Hängen der Anden, obwohl auch dort Habitat zur Verfügung steht, das zur Besiedelung grundsätzlich geeignet sein müsste. Die IUCN stuft den Graukappen-Ameisenpitta mit Stand 2017 auf der niedrigsten Gefährdungsstufe least concern („nicht gefährdet“) ein. Die Bestandsentwicklung scheint derzeit stabil zu verlaufen, aktuelle Schätzungen der Populationszahlen gibt es jedoch nicht. Inwieweit Graukappen-Ameisenpittas durch menschengemachte Veränderungen ihres Lebensraums bedroht werden, ist unklar. Allerdings deuten einige Beobachtungen darauf hin, dass die Art bis zu einem gewissen Grad gut mit verändertem Habitat zurechtkommt, solange ihr genügend mit Chusquea-Bambus bewachsene Bereiche zur Verfügung stehen.

## Systematik
Die Erstbeschreibung der Art stammt aus dem Jahr 1842 und geht auf den französischen Ornithologen Frédéric de Lafresnaye zurück, der ihr zunächst den wissenschaftlichen Namen Grallaria nana vergab. Das Artepitheton geht auf das lateinische nanus beziehungsweise das altgriechische νανος (nanos) zurück und bedeutet „Zwerg“. Der Holotyp stammt von einem nicht näher dokumentierten Ort in Kolumbien. 1858 stellte der britische Zoologe Philip Lutley Sclater die Art in die von ihm neu beschriebene Gattung Grallaricula. Die innere Systematik der Art gilt als komplex und verwirrend, in der Vergangenheit wurden je nach Autor zwischen drei und acht Unterarten anerkannt. Derzeit werden in der Regel die im Folgenden genannten sechs Unterarten akzeptiert, von denen bei einer (G. n. kukenamensis) jedoch starke Anhaltspunkte vorliegen, dass es sich bei dieser Population um eine eigenständige Art handeln könnte. Bereits in den Artstatus erhoben wurden die vormaligen Unterarten G. n. cumanensis und G. n. pariae, die mittlerweile gemeinsam als Sucreameisenpitta (G. cumanensis) geführt werden und nunmehr als wahrscheinliche Schwesterart des Graukappen-Ameisenpittas gelten.
- G. n. nana (Lafresnaye, 1842) – Die Nominatform bewohnt die östlichen Anden Kolumbiens in den Departamentos Boyacá, Cundinamarca und dem Süden Santanders, sowie möglicherweise auch im äußersten Nordwesten Caquetás.
- G. n. olivascens Hellmayr, 1917 – Cordillera de la Costa im venezolanischen Bundesstaat Aragua sowie im Distrito Capital. An der Oberseite der Flügel und der Haube blasser gefärbt, dafür am Rücken mehr ins Grünliche gehend.
- G. n. kukenamensis Chubb, C, 1918 – Tepuis im venezolanischen Gran Sabana und rund um den Roraima-Tepui in Guyana. Das Verbreitungsgebiet dieser Form ist durch mindestens 350 km für die Art unbewohnbaren Habitats von allen anderen Populationen getrennt. Am ganzen Körper blasser gefärbt als die Nominatform, insbesondere an der Haube, die eher aschgrau wirkt, sowie am Rücken. Hinzu kommen ein breiterer Schnabel und ein kürzerer Schwanz sowie ein ebenfalls kürzerer Tarsus. Da außerdem die wenigen aufgenommenen Lautäußerungen von G. n. kukenamensis eher denen des Sucre- als anderen Unterarten des Graukappen-Ameisenpittas zu ähneln scheinen, sind die tatsächlichen Verwandtschaftsverhältnisse dieser Form noch als unklar anzusehen.
- G. n. occidentalis Todd, 1927 – Von den westlichen und zentralen Anden im Nordwesten Kolumbiens südwärts entlang der Zentralanden zu den östlichen Hängen der Gebirgskette in Ecuador und von dort bis in den Norden Perus. Im Brustbereich etwas blasser als G. n. nana. Bei zu dieser Unterart gestellten Vögeln aus dem Südosten Ecuadors kommen außerdem feine, dunkle Ränder der Konturfedern an der Brust und den Seiten hinzu. Der Status dieser Unterart gilt als umstritten. Einerseits zeigen einige Exemplare subtile Unterschiede beim Gesang, die möglicherweise eine Aufsplittung der Unterart rechtfertigen könnten. Andererseits erkennen einige Autoren die Gültigkeit von G. n. occidentalis überhaupt nicht an und synonymisieren diese Form mit G. n. nana, da die feststellbaren Unterschiede in Stimme und Gefieder nur ausgesprochen subtil seien.
- G. n. hallsi Donegan, 2008 – Endemisch in der Serranía de los Yariguíes in Santander, Zentralkolumbien. An der Oberseite kräftiger olivgrün gefärbt, während die Unterseite blasser ist und eher ins orangefarbene tendiert. Die Abgrenzung von G. n. occidentalis ist vor allem anhand des kürzeren Gesangs möglich, der außerdem weniger hochfrequent vorgetragen wird.
- G. n. nanitaea Donegan, 2008 – Cordillera de Mérida in Venezuela sowie im nordöstlichen Kolumbien nördlich des Río Chicamocha. Sehr ähnlich gefärbt wie G. n. hallsi, jedoch mit einem schmalen weißen Band im oberen Brustbereich. Dieses ist jedoch häufig schwierig zu sehen und oft nur bei mit herausgestreckter Brust singenden Männchen gut erkennbar. Die Unterscheidung zu dieser Form kann jedoch auch anhand des schnelleren und höherfrequenteren Gesangs vorgenommen werden.